# Metylergonowina
Metylergonowina (znana też jako metergina, metylergometryna) – lizergamid, syntetyczny analog ergonowiny. Stosowana w położnictwie do indukcji porodu (wyzwala czynność skurczową macicy). Zaleca się jej ostrożne stosowanie w trzecim okresie porodu, ponieważ obkurcza zarówno trzon, jak i szyjkę macicy.